# Вірджинія Фармер
Вірджинія Фармер (англ. Virginia Farmer, 19 жовтня 1975) — американська плавчиня.
Учасниця Олімпійських Ігор 2008 року.